# Pioneer (Iowa)
Pioneer és una població dels Estats Units a l'estat d'Iowa. Segons el cens del 2000 tenia 21 habitants.

## Demografia
Segons el cens del 2000, Pioneer tenia 21 habitants, 10 habitatges, i 6 famílies. La densitat de població era de 135,1 habitants/km².
Dels 10 habitatges en un 20% hi vivien nens de menys de 18 anys, en un 50% hi vivien parelles casades, en un 0% dones solteres, i en un 40% no eren unitats familiars. En el 30% dels habitatges hi vivien persones soles el 20% de les quals corresponia a persones de 65 anys o més que vivien soles. El nombre mitjà de persones vivint en cada habitatge era de 2,1 i el nombre mitjà de persones que vivien en cada família era de 2,67.
Per edats la població es repartia de la següent manera: un 19% tenia menys de 18 anys, un 9,5% entre 18 i 24, un 19% entre 25 i 44, un 33,3% de 45 a 60 i un 19% 65 anys o més.
L'edat mediana era de 52 anys. Per cada 100 dones de 18 o més anys hi havia 112,5 homes.
La renda mediana per habitatge era de 19.375 $ i la renda mediana per família de 36.875 $. Els homes tenien una renda mediana de 22.083 $ mentre que les dones 21.250 $. La renda per capita de la població era de 10.079 $. Entorn del 28,6% de les famílies i el 50% de la població estaven per davall del llindar de pobresa.

## Poblacions més properes
El següent diagrama mostra les poblacions més properes.